# Zakelijk recht (Belgisch recht)
Een zakelijk recht is in het Belgisch recht een vermogensrecht of patrimoniaal recht, dat dus in geld waardeerbaar is. De zakelijke rechten bestaan uit de zakelijke hoofdrechten (het eigendomsrecht (en de mede-eigendom) en de zakelijke gebruiksrechten (erfdienstbaarheid, vruchtgebruik, erfpacht en opstal)) en de accessoire zakelijke rechten (de zakelijke zekerheidsrechten (sommige bijzondere voorrechten, pand, hypotheek en het retentierecht)).
Een zakelijk recht wordt door een persoon op een welbepaald goed uitgeoefend. Die persoon is de titularis van het zakelijk recht, het goed is het voorwerp van het zakelijk recht.
Nationaal recht